# Малозёмов, Василий Николаевич
Василий Николаевич Малозёмов — российский учёный в области вычислительной математики и методов оптимизации, доктор физико-математических наук (1986), профессор кафедры исследования операций ЛГУ.
Родился 26 января 1939 г. в Ленинграде в семье рабочих.
Окончил среднюю школу для слабовидящих детей, механико-математический факультет Ленинградского государственного университета им. А. А. Жданова (1961, с отличием) и аспирантуру.
С 1964 г. работает в ЛГУ (СПГУ) сначала на кафедре вычислительной математики, а с 1970 г. на кафедре исследования операций, с 1988 профессор.
В 1967 г. защитил кандидатскую диссертацию, в 1986 г.— докторскую (Нелинейные чебышевские приближения и негладкая оптимизация : диссертация доктора физико-математических наук : 01.01.07. — Ленинград, 1985. — 240 с. : ил.).
Опубликовал один или в соавторстве 12 книг. Монография «Введение в минимакс» (1972, совместно с В. Ф. Демьяновым) переведена на английский, немецкий и польский языки.
В 1973 г. удостоен премии Ленинградского университета за цикл работ по теории минимакса.
С 1993 по 2008 г. приглашённый профессор Университета Калабрии (Италия).
Заслуженный работник высшей школы Российской Федерации (2011).

## Сочинения
- Основы дискретного гармонического анализа [Текст] : учебное пособие / В. Н. Малоземов, С. М. Машарский. — Санкт-Петербург [и др.] : Лань, 2012. — 301 с. : ил., табл.; 21 см. — (Учебники для вузов. Специальная литература).; ISBN 978-5-8114-1414-7
- Полиномиальные сплайны : Учеб. пособие / В. Н. Малоземов, А. Б. Певный; ЛГУ им. А. А. Жданова. — Л. : Изд-во ЛГУ, 1986. — 120 с. : ил.; 22 см.
- Совместное приближение функции и её производных [Текст] / Ленингр. гос. ун-т им. А. А. Жданова. — Ленинград : Изд-во Ленингр. ун-та, 1973. — 112 с. : черт.; 21 см.
- Рекуррентные вычисления [Текст] / В. Н. Малоземов, А. Б. Певный ; Ленингр. гос. ун-т им. А. А. Жданова. — Ленинград : [б. и.], 1976. — 53 с.; 22 см.
- Введение в минимакс [Текст] / В. Ф. Демьянов, В. Н. Малоземов. — Москва : Наука, 1972. — 368 с. : черт.; 21 см.
- Экстремальные задачи с линейными ограничениями : Учеб. пособие / М. К. Гавурин, В. Н. Малоземов. — Л. : Изд-во ЛГУ, 1984. — 175 с. : ил.; 21 см.